# Leo Baker
Leo Baker (geboren am 24. November 1991 in Covina, Kalifornien als Lacey Baker) ist US-amerikanischer Herkunft und skatet professionell. Baker ist nichtbinär und verwendet als Pronomen das geschlechtsneutrale they (im Deutschen nicht übersetzbar) sowie männliche Geschlechtspronomen.
Baker ist zu einer Ikone sowohl im Skateboarding als auch in der LGBTQ-Gemeinschaft geworden, als Gesicht der Equality-Kampagne von Nike und 2019 mit einem Auftritt in dem Musikvideo zu Mother’s Daughter von Miley Cyrus. Bakers Identifikation als queer und nichtbinär sowie die Bevorzugung geschlechtsneutraler Pronomen war eine Ankündigung, die in Cyrus’ Video ausdrücklich gemacht wird.

## Karriere
Baker begann im Alter von 5 Jahren mit dem Skateboarden, konzentrierte sich aber erst im Alter von 11 Jahren darauf. Im selben Alter filmte der Skateboarder und Trainer Ryan Miller das Kind zwei Tage lang, um seinen ersten Skate-Part zu kreieren.
2006, als Baker mit 14 Jahren Profi im Skateboarden wurde, war Baker eine der jüngsten X-Games-Medaillengewinnerinnen aller Zeiten, als bei den X-Games 2006 in der Kategorie Women’s Skateboard Street Bronze gewonnen wurde. Im selben Jahr gewann er Gold bei dem Mystic Skate Cup in Prag. Baker wurde bekannt für kreative Lines und Flip-Tricks die schwer zu schlagen sind. Des Weiteren belegte Baker den ersten Platz in Street-Kategorien sowohl bei den West 49 Canadian Open in Toronto als auch 2006 bei dem Slam City Jam in Calgary, bei dem 100.000 Dollar Preisgeld zugeschrieben wurde. Mit den zahlreichen Erfolgen stand Baker in der WCS Weltrangliste an erster Stelle und wurde 2006 Weltmeister in der Kategorie Ladies Street.
2008 erzielte Baker bei dem Maloof Money Cup den 1. Platz und gewann ein Preisgeld von 25.000 Dollar. In den Jahren darauf folgten viele weitere Medaillen bei den X-Games. Im Jahr 2017 war Baker die einzige skatende Person, die für einen ESPY Award in der Kategorie „Best Female Action Sports Athlete“ nominiert wurde.  Im selben Jahr gab Nike bekannt, dass Baker offiziell Teil des Nike SB-Teams ist – als erste offen queere Person, die dem Team beitritt.
2019 gründete Baker das NYC Skate Project, ein Treffen das Raum bietet für Frauen, Transgender und queere Menschen, um Kontakte zu knüpfen, Ideen auszutauschen und gemeinsam zu skaten. Leo Baker schaffte es im selben Jahr in die erste Olympiamannschaft der USA für Skateboarding. Doch mit der Aussicht für das Frauenteam zu skaten, entschied er sich nicht anzutreten. Baker wollte sich als nichtbinäre Person nicht einem Geschlecht anpassen müssen, mit dem er sich nicht identifizierte.
Als viele seiner Sponsoren ihn, nach seinem Outing, nicht mehr unterstützen wollten arbeitete er hauptberuflich als Grafikdesigner. Er nahm an deutlich wenigeren Wettkämpfen teil und betrieb den Sport als Hobby. 2020 gründete er gemeinsam mit den ebenfalls queeren Skatern Cher Strauberry und Stephen Ostrowski das Unternehmen Glue Skateboards.
2022 erschien die Dokumentation Stay on Board: The Leo Baker Story über ihn. Darin spricht er über die psychischen Belastungen als Transperson im Wettkampfsport und seine Entscheidung nicht an den olympischen Spielen teilzunehmen.

## Erfolge
2006
- X-Games, Women’s Street, Los Angeles (USA), 3. Platz[1]
- Mystic Skate Cup, Ladie's Street Jam, Prag (Tschechien), 1. Platz[4]
- Slam City Jam, Women’s Street, Calgary (Kanada), 1. Platz[6]
- West 49 Canadian Open, Ladie's Street, Toronto (Kanada), 1. Platz[5]

2007
- Mystic Skate Cup, Street Ladies, Prag (Tschechien), 3. Platz[15]
- Rockstar MASA Pro, Fayetteville (USA), 2. Platz[16]

2008
- Maloof Money Cup, Ladies's Street, Orange County Fairgrounds (USA), 1. Platz[8]

2010
- Mystic Skate Cup, Ladies Pro Street, Prag (Tschechien), 1. Platz[17]

2013
- X-Games, Women’s Street, Foz du Iguacu (Brasilien), 2. Platz[1]
- X-Games, Women’s Street, Los Angeles (USA), 2. Platz[1]

2014
- X-Games, Women’s Street, Austin (USA), 1. Platz[1]

2015
- Exposure, Pro Street, Encinitas (USA), 3. Platz[18]

2016
- X-Games, Women’s Street, Oslo (Norwegen), 2. Platz[1]
- X-Games, Women’s Street, Austin (USA), 3. Platz[1]
- Street League Skateboarding, Women's Super Crown Finals, Los Angeles (USA), 1. Platz[19][20]

2018
- X-Games, Women’s Street, Oslo (Norwegen), 2. Platz[1]
- Street League Skateboarding, Pro Open Women's Finals, London (England), 2. Platz[21]

2019
- Street League Skateboarding, World Championships Women's Finals, Rio De Janeiro (Brasilien), 3. Platz[22]